# Capote (phim)
Capote là một bộ phim tiểu sử nói về Truman Capote trong nhiều sự kiện khi viết quyển sách Máu lạnh (In Cold Blood, 1965). Bộ phim đã mang lại nhiều giải thưởng cho Philip Seymour Hoffman, trong đó có giải Oscar cho nam diễn viên chính xuất sắc nhất. Bộ phim dựa trên tác phẩm Capote của Gerald Clarke. Bộ phim được quay chủ yếu ở Manitoba, vào mùa thu 2004 và được công chiếu vào ngày 30 tháng 9 năm 2005, ngày sinh nhật thứ 81 của Truman Capote.

## Diễn viên
- Philip Seymour Hoffman vai Truman Capote
- Catherine Keener vai Nelle Harper Lee
- Clifton Collins Jr. vai Perry Smith
- Chris Cooper vai Alvin Dewey
- Bob Balaban vai William Shawn
- Bruce Greenwood vai Jack Dunphy
- Amy Ryan vai Marie Dewey
- Mark Pellegrino vai Richard Hickock
- Allie Mickelson vai Laura Kinney
- Marshall Bell vai Warden Marshall Krutch
- Araby Lockhart vai Dorothy Sanderson
- Robert Huculak vai New York Reporter
- R.D. Reid vai Roy Church
- Rob McLaughlin vai Harold Nye
- Harry Nelken vai Sheriff Walter Sanderson
- C. Ernst Harth vai Lowell Lee Andrews

## Đánh giá
- Allmovie  link Lưu trữ ngày 26 tháng 4 năm 2006 tại Wayback Machine
- Empire  link
- Film critic  link Lưu trữ ngày 15 tháng 10 năm 2007 tại Wayback Machine
- Premiere  link Lưu trữ ngày 7 tháng 8 năm 2006 tại Wayback Machine
- Roger Ebert  link Lưu trữ ngày 29 tháng 11 năm 2012 tại Wayback Machine
- Rolling Stone  link Lưu trữ ngày 14 tháng 1 năm 2009 tại Wayback Machine

## Giải thưởng

### Giải thưởng cho Philip Seymour Hoffman
- 2006 Giải Oscar cho nam diễn viên chính xuất sắc nhất.
- 2006 Giải Quả cầu vàng cho nam diễn viên chính xuất sắc nhất trong phim.
- 2005 Giải Vệ tinh cho nam diễn viên chính xuất sắc nhất trong phim.
- 2005 Giải Screen Actors Guild Awards cho nam diễn viên chính xuất sắc nhất.
- 2005 Giải BAFTA cho nam diễn viên chính xuất sắc nhất.

### Giải thưởng khác
- Hiệp hội phê bình phim Broadcast: Nam diễn viên chính xuất sắc nhất — Philip Seymour Hoffman
- Boston Society of Film Critics: Nam diễn viên chính xuất sắc nhất — Philip Seymour Hoffman, Best Screenplay — Dan Futterman, Nữ diễn viên phụ xuất sắc nhất — Catherine Keener
- Hiệp hội phê bình phim Chicago: Nam diễn viên chính xuất sắc nhất — Philip Seymour Hoffman, Most Promising Filmmaker — Bennett Miller
- Hiệp hội phê bình phim Dallas-Fort Worth: Nam diễn viên chính xuất sắc nhất — Philip Seymour Hoffman, Nữ diễn viên phụ xuất sắc nhất — Catherine Keener
- Independent Spirit Awards: Nam diễn viên chính xuất sắc nhất — Philip Seymour Hoffman, Best Screenplay — Dan Futterman
- Kansas City Film Critics Circle: Nam diễn viên chính xuất sắc nhất — Philip Seymour Hoffman
- Hiệp hội phê bình phim Los Angeles: Nam diễn viên chính xuất sắc nhất — Philip Seymour Hoffman, Best Screenplay — Dan Futterman, Nữ diễn viên phụ xuất sắc nhất — Catherine Keener
- National Board of Review: Nam diễn viên chính xuất sắc nhất — Philip Seymour Hoffman
- National Society of Film Critics: Phim hay nhất, Nam diễn viên chính xuất sắc nhất — Philip Seymour Hoffman
- New York Film Critics Circle: Phim đầu tay hay nhất — Bennett Miller
- Online Film Critics Society: Nam diễn viên chính xuất sắc nhất — Philip Seymour Hoffman
- Hiệp hội phê bình phim Southeastern: Nam diễn viên chính xuất sắc nhất — Philip Seymour Hoffman
- Hiệp hội phê bình phim Toronto: Phim đầu tay hay nhất — Bennett Miller, Best Performance, Male — Philip Seymour Hoffman, Best Supporting Performance, Female — Catherine Keener

### Đề cử
- Giải Oscar lần thứ 78:
  - Phim hay nhất
  - Đạo diễn xuất sắc nhất — Bennett Miller
  - Nam diễn viên chính xuất sắc nhất — Philip Seymour Hoffman — Won
  - Nữ diễn viên phụ xuất sắc nhất — Catherine Keener
  - Kịch bản chuyển thể hay nhất — Dan Futterman
- Giải BAFTA lần thứ 59:
  - Phim hay nhất
  - Nam diễn viên chính xuất sắc nhất - Philip Seymour Hoffman — Won
  - Nữ diễn viên phụ xuất sắc nhất - Catherine Keener
  - Đạo diễn xuất sắc nhất — Bennett Miller
  - Kịch bản chuyển thể hay nhất — Dan Futterman
- Liên hoan phim Berlin: Giải Gấu vàng
- Hiệp hội phê bình phim Broadcast:Phim hay nhất, Nữ diễn viên phụ xuất sắc nhất — Catherine Keener, Best Screenplay — Dan Futterman
- Directors Guild of America: Best Director — Bennett Miller
- Independent Spirit Awards: Phim hay nhất, Producers Award — Caroline Baron
- Online Film Critics Society: Nữ diễn viên phụ xuất sắc nhất — Catherine Keener, Best Breakthrough Filmmaker — Bennett Miller, Best Screenplay — Dan Futterman
- Producers Guild of America Awards: Best Theatrical Motion Picture
- Screen Actors Guild Awards: Nữ diễn viên phụ xuất sắc nhất — Catherine Keener, Best Ensemble Cast
- Writers Guild of America Awards: Kịch bản chuyển thể hay nhất — Dan Futterman
- Cinema Brazil Grand Prize (Brasil): Best Foreign-Language Film